# Gisela Mester-Römmer
Gisela Mester-Römmer (* 1955 in Seestermühe) ist eine deutsche evangelisch-lutherische Geistliche und Moderatorin.

## Leben
Die Tochter eines Lehrers wuchs in einer Bauernfamilie auf. Theologie studierte sie in Kiel.
Am 20. April 1981 wurde sie in Hamburg ordiniert und trat im Alter von 25 Jahren ihre erste Stelle in Finkenwerder an.
Nach einem 6-jährigen Aufenthalt in Sydney, wo sie an einer deutschen Schule arbeitete, bekam sie 1996 eine Pfarrstelle an der St.-Laurentius-Kirche in Tönning und war dort Gemeindepastorin bis zu ihrem Ruhestand 2018.
2008 übernahm sie, nach dem Ausscheiden von Propst Friedemann Green, zunächst die Amtsgeschäfte als erste und letzte Pröpstin des Kirchenkreises Eiderstedt. Nach der Fusion der Kirchenkreise Eiderstedt, Husum-Bredstedt und Südtondern zum Kirchenkreis Nordfriesland im Mai 2009, wurde sie Stellvertretende Pröpstin des Kirchenkreises Nordfriesland. 2014 wurde sie vom Stifter als Mitglied in den Stiftungsvorstand der Stiftung „Gertrud“ – Entwicklungsinitiativen für die christliche Jugend- und Gemeindearbeit in Schleswig-Holstein und Hamburg berufen. Außerdem war sie 2. Vorsitzende im Aufsichtsrat des Diakonischen Werks Husum gGmbH.
Während ihrer Arbeit in der St.-Laurentius-Kirche und der Arbeit in ihren kirchlichen Ämtern moderierte sie auch Fernsehandachten bei Bibel TV, Radioandachten beim NDR und Podcasts. Ein großes Anliegen ist ihr auch der Erhalt der plattdeutschen Sprache. So hielt und hält sie in regelmäßigen Abständen auch plattdeutsche Gottesdienste. Bei der Wahl 2002 wurde sie Mitglied im Plattdeutschen Rat für Schleswig-Holstein, 2005 Mitglied des Vorstands des Vereins Institut für niederdeutsche Sprache und war 2012–2013 dessen Schriftführerin im Vorstand. Mehrmals veröffentlichte sie in den Zeitschriften für plattdeutsche Sprache und Literatur der Quickborn Vereinigung für niederdeutsche Sprache und Literatur e.V. Gemeinsam mit Dirk Römmer übersetzte sie Rainer Werner Fassbinders Bremer Freiheit ins Plattdeutsche.
Der Stadt Tönning fühlt sie sich besonders verbunden und arbeitet mit an der Herausgabe der Mittelungsblätter der Gesellschaft für Tönninger Stadtgeschichte e.V., macht Stadtführungen und bringt Interessierten die Geschichte der Stadt, des Hafens und der vielen Besonderheiten nahe.
Gisela Mester-Römmer ist verheiratet und lebt als Pastorin im Ruhestand gemeinsam mit ihrem Ehemann Dirk Römmer in Tönning. Gemeinsam haben sie drei erwachsene Töchter.

## Werke
- Froo Geesche Gottfried (Bremer Freiheit) von Rainer Werner Fassbinder, übersetzt ins Niederdeutsche von Gisela Mester und Dirk Römmer. Verlag der Autoren.[14]